# Улюбленець (фільм, 1991)
«Улюбленець» («Любимчик») — радянський художній фільм 1991 року, знятий режисером Павлом Печонкіним на студіях «Рапід» і «Новий курс».

## Сюжет
Молодий, тямущий і везучий хлопець на прізвисько Любимчик, яке до нього прилипло ще у студентські роки, захоплюється карате. Його помічає місцева мафія і починає просувати в народні депутати РРФСР. Зрозуміти цю ситуацію герою допомагає дівчина, яку він зустрічає після довгої розлуки. Боротьба за її честь переростає у відкритий бій із злочинним угрупованням, з якого хлопець виходить із честю.

## У ролях
- Борис Шевченко — Павло Дроздов, «Улюбленець»
- Лев Санкін — Михайло Маркович
- Ольга Дроздова — Катя
- Віктор Корешков — «Крєпиш»
- Сергій Десницький — Григор'єв
- Наталія Седунова — Наталка
- Вадим Долгачов — роль другого плану
- Олексій Желваков — роль другого плану
- Євген Глядинський — роль другого плану
- Михайло Мезенєв — роль другого плану
- Ігор Шушпанов — роль другого плану
- Наталія Богомолова — роль другого плану
- Микола Глєбов — роль другого плану
- Сергій Садратінов — роль другого плану
- Олег Мейлус — роль другого плану
- Сашко Бураков — епізод
- В'ячеслав Воронін — епізод
- Раміс Ібрагімов — епізод
- Валерій Пєшков — епізод
- А. Дроздов — епізод
- В. Григор'єв — епізод
- Борис Плосков — епізод
- Олексій Циплаков — епізод
- Любов Кописова — епізод
- Сергій Арапов — епізод
- В. Соколов — епізод
- К. Медзвецька — епізод
- Юрій Тюрін — епізод
- Т. Сосніна — епізод
- І. Безбородова — епізод
- Л. Мякішева — епізод
- Наталія Шакіна — епізод
- О. Меркушева — епізод
- Луїза Стародубцева — епізод
- Тамара Плешкевич — епізод
- В. Паксютов — епізод
- Валентина Авдєєва — епізод
- Тамара Стенно — епізод
- О. Томілова — епізод
- Павло Печонкін — епізод

## Знімальна група
- Режисер — Павло Печонкін
- Сценарист — Павло Печенкін
- Оператори — Сергій Лепіхін, Костянтин Шитов
- Композитор — Олексій Муравльов
- Художник — Юрій Лапшин